# Colona
Colona é um género botânico pertencente à família Malvaceae.

## Espécies
- Colona aequilateralis (C.T.White & Francis) Merr. & L.M.Perry
- Colona angusta (Pierre) Burret
- Colona archboldiana Merr. & L.M.Perry
- Colona auriculata (Desf.) Craib
- Colona blancoi (Rolfe) Merr.
- Colona borneensis (Merr.) Burret
- Colona celebica (Blume) Burret
- Colona discolor Merr. & L.M.Perry
- Colona elobata Craib
- Colona erecta (Pierre) Burret
- Colona evrardii Gagnep.
- Colona flagrocarpa (C.B.Clarke) Craib
- Colona floribunda (Kurz) Craib
- Colona grandiflora Kosterm.
- Colona hamannii Riedl & Riedl-Dorn
- Colona hirsuta (Warb.) Burret
- Colona isodiametrica Burret
- Colona jagori (Warb.) Burret
- Colona javanica (Blume) Burret
- Colona kodap Gagnep.
- Colona kostermansiana Wirawan
- Colona lanceolata (Warb.) Burret
- Colona longipetiolata Merr.
- Colona megacarpa (Merr.) Burret
- Colona merguensis (Planch. ex Mast.) Burret
- Colona mollis (Warb.) Burret
- Colona nubla Gagnep.
- Colona philippinensis (Vidal) Burret
- Colona poilanei Gagnep.
- Colona scabra (Sm.) Burret
- Colona serratifolia Cav.
- Colona sinica Hu
- Colona subaequalis (Planch. ex Vidal) Burret
- Colona thorelii (Gagnep.) Burret
- Colona velutina Merr. & L.M.Perry
- Colona velutinosa Kosterm.
- Colona winitii (Craib) Craib